# Elektron (lega)
L'Elektron, o Electron, è un tipo di lega ultraleggera formata da magnesio e alluminio. Il nome Elektron è un marchio registrato della Magnesium Elektron Limited.

## Caratteristiche
Questa lega è composta principalmente da magnesio. L'alluminio è in quantità variabile a seconda del tipo esatto di lega, ma di solito è inferiore al 10%. Altri elementi comuni in questo tipo di leghe sono lo zinco e il manganese.
Questo materiale è estremamente leggero, difatti la sua densità è circa 1,8 kg/dm³, contro i 2,6 – 2,8 kg/dm³ delle leghe leggere a base di alluminio.

### Pericoli
I trucioli generati dalle lavorazioni meccaniche di questo materiale possono essere soggetti ad autocombustione. In Italia gli stabilimenti dove si produce e si detiene il magnesio per creare delle leghe sono soggetti alle visite dei Vigili del Fuoco con periodicità quinquennale. Attività nº 26 di cui al DPR 1º agosto 2011, n. 151.

## Utilizzi

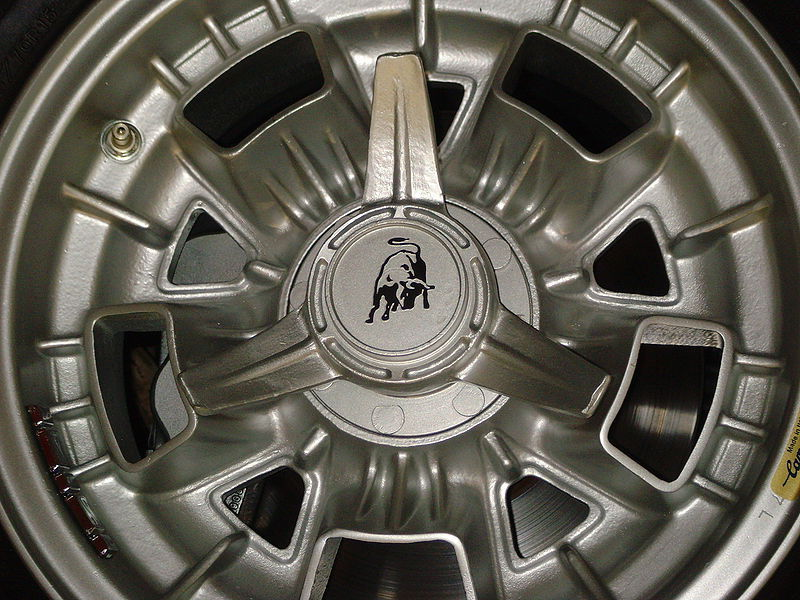
Esempio di cerchi in "elektron"

Viene impiegata nell'industria aeronautica e automobilistica per la realizzazione di componenti per le quali la leggerezza è una caratteristica essenziale.
Ci sono state anche applicazioni più importanti, come nel caso della Bugatti Tipo 57 Coupé Atlantic, in quanto venne impiegato per la realizzazione della scocca.